# Parit I Api Api
Parit I Api Api is een bestuurslaag in het regentschap Bengkalis van de provincie Riau, Indonesië. Parit I Api Api telt 521 inwoners (volkstelling 2010).